# Trimmtank
Ein Trimmtank ist ein Bauelement eines Wasser- oder Luftfahrzeugs, welches dazu dient, dessen Lage (auch: Trimmung) im umgebenden Medium zu beeinflussen. Zu diesem Zweck kann der Füllstand dieses Tanks verändert werden. Abhängig von Füllstand und der Position des Trimmtanks im Wasser- oder Luftfahrzeug verändert sich dadurch die Position des Massenschwerpunkts in diesem Fahrzeug.
Bei Verkehrsflugzeugen – eingeführt bei der Junkers F 13 – werden oft reguläre Treibstofftanks als Trimmtanks genutzt, und der Treibstoff selbst dient dabei als Trimmmasse. Dementsprechend kann ein Flugzeug seine Trimmtanks nur nutzen, wenn die Treibstofftanks nicht alle ganz voll sind. Durch das Trimmen verändert sich die Schwerpunktslage des Flugzeugs. Der Sinn der Trimmung liegt im Flug darin, die aerodynamische Kraft des Höhenleitwerks, die als Abtrieb dem Flügelauftrieb/-moment entgegenwirkt, zu reduzieren. Der Vorteil besteht darin, dass Auftrieb bzw. Abtrieb einer aerodynamisch wirksamen Fläche einen induzierten Widerstand erzeugt und durch Ersetzen der Abtriebskraft des Höhenleitwerks durch das Kraftstoffgewicht im Höhenleitwerk wird also der Widerstand des Flugzeugs reduziert und damit der Kraftstoffverbrauch reduziert.
Schiffe dagegen haben spezielle Trimmtanks, die zum Trimmen mit Wasser von außerhalb des Schiffs befüllt werden. Beim Trimmen verändert sich die Gesamtmasse des Schiffs deutlich.

## Luftfahrzeuge

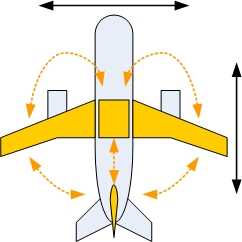
Lage der Trimmtanks in einem Verkehrsflugzeug. Gelbe Pfeile – Trimmen durch Bewegung des Treibstoffs zwischen den Tanks; schwarze Pfeile – resultierende Veränderung des Massenschwerpunkts

Bei größeren Verkehrsflugzeugen liegt die Masse des Treibstoffs, der für einen Flug notwendig ist, in derselben Größenordnung wie die Leermasse des Flugzeugs selbst und wie dessen Nutzlast. Im Laufe des Fluges ändert sich die Menge des vorhandenen Treibstoffs – der Massenunterschied zwischen vollen und leeren Treibstofftanks beträgt leicht mehrere zehn Tonnen. Wenn ein Flugzeug nur einen Treibstofftank hätte, der genau in seinem Massenschwerpunkt läge, wäre dies kein Problem. Dies ist konstruktiv aber unmöglich. Die meisten Flugzeuge nutzen Räume in ihren Flügeln als Treibstofftanks und haben ferner noch Tanks im Rumpf zwischen den Flügeln (im Flügelkasten). Der Massenschwerpunkt dieser Tanks wird im vollen Zustand nicht unbedingt mit dem Massenschwerpunkt des leeren oder beladenen Flugzeugs zusammenfallen.
Da sich die Lage eines Flugzeugs mittels seiner Steuerflächen (also Höhen-, Seiten- und Querruder) beeinflussen lässt, ist es im Prinzip möglich, die
Veränderung der Trimmung, die durch den Verbrauch von Treibstoff während des Fluges entsteht,
auf diese Weise auszugleichen. Allerdings steigt der Luftwiderstand und damit der Treibstoffverbrauch, wenn die Steuerflächen dauernd ausgelenkt bleiben. Aus diesem Grund werden
der Länge nach wenigstens zwei Treibstofftanks im Flugzeugrumpf abgeteilt, damit die Trimmung ausgeglichen werden kann.
Mittels eines Systems von fernbedienten Ventilen und Pumpen kann Treibstoff zwischen
den Tanks hin- und hergepumpt werden.
In Querrichtung wird normalerweise gleich viel Treibstoff von den Triebwerken beider Seiten
verbraucht, somit muss in dieser Achse nicht separat getrimmt werden. Falls aber ein
Triebwerk ausfallen oder nur mit geringerer Leistung betrieben werden sollte, wird die
Treibstoffverteilung unsymmetrisch. In diesem Fall muss auch in Querrichtung ausgeglichen werden,
indem Treibstoff von einer Seite auf die andere gepumpt wird.

## Wasserfahrzeuge

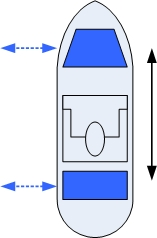
Lage der Trimmtanks in einem Seeschiff. Blaue Pfeile – Trimmen durch Aufnehmen oder Abgeben von Ballastwasser; schwarzer Pfeil – resultierende Veränderung des Massenschwerpunkts

Viele Seeschiffe benutzen durch Schotts getrennte Sektionen ihrer Bilge als einen oder mehrere Trimmtanks in Längsrichtung. Seegehende Frachtschiffe sind so konstruiert, dass sie bei voller Beladung gut im Wasser liegen; dann fällt ihre Konstruktionswasserlinie mit der tatsächlichen Wasserlinie zusammen. Bei Fahrten ohne oder mit wenig Ladung würde der Rumpf so weit auftauchen, dass der Bug des Schiffs weitgehend oder vollkommen aus dem Wasser ragt. Das Heck würde durch das Gewicht der Maschine weiterhin deutlich tiefer im Wasser liegen – aber möglicherweise nicht tief genug, um die Propeller ausreichend eintauchen zu lassen. Dadurch würden die Steuerbarkeit und Fahreigenschaften des Schiffs sowie der Kraftstoffverbrauch negativ beeinflusst. Um diesen Effekt zu vermindern, füllt man die Bilge des Schiffs bei Fahrten ohne oder mit wenig Ladung ganz oder teilweise mit Ballastwasser.
Manche Typen von Schiffen besitzen auch Trimmtanks, um die Trimmung des Schiffs für besondere
Zwecke verändern zu können. Ein historisches Beispiel dafür sind die Landungsschiffe vom Typ LST (landing ship, tank) der US-amerikanischen Kriegsmarine gegen Ende des Zweiten Weltkrieges. Diese seegehenden Schiffe von gut 100 Metern Länge waren dafür gebaut, bei relativ geringem Eigengewicht schwere Lasten (Panzer und andere Militärfahrzeuge) von See her auf Sandstrände zu verbringen. Sie hatten ein System von Trimmtanks, welches von einem damaligen Standardtyp von U-Booten übernommen worden war. Mit Trimmtanks in Längsrichtung konnte die Trimmung des Schiffs so eingestellt werden, dass der Boden des Schiffs mit der Neigung des Strandes übereinstimmte, um einen sicheren Landevorgang zu ermöglichen.
Bei Trimmtanks auf Seeschiffen ist zu beachten, dass diese möglichst entweder ganz voll oder ganz leer sein sollten. In nur teilweise gefüllten Tanks werden sich im Seegang Wellenbewegungen aufbauen (der Tankinhalt schwappt hin und her), die zu Resonanzeffekten mit den äußeren Bewegungen des Schiffes durch den Seegang führen können. Dadurch kann die Stabilität eines Seeschiffes im Seegang negativ beeinflusst werden. In starken Stürmen kann dies zu einer Gefahr für das Schiff werden. Dieser Effekt wird im Englischen als „free surface effect“ bezeichnet. Durch bauliche Maßnahmen in den Tanks kann er vermindert werden, indem zum Beispiel horizontale oder vertikale Trennwände (Schwallbleche) eingebaut werden, die nur mit relativ kleinen Öffnungen durchbrochen sind und dadurch die Bewegung der Flüssigkeit dämpfen.